# Brunswick (Colombie-Britannique)
Pour les articles homonymes, voir Brunswick.
Brunswick est une localité située dans la province de la Colombie-Britannique, dans le sud-ouest.